# بارك أند تشارج

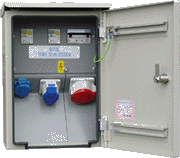
محطة تقليدية لمشروع بارك أند تشارج

بارك أند تشارج "اركن واشحن" هو مشروع بنية تحتية أوروبي لشحن السيارات الكهربائية.
مع انتشار السيارات الكهربائية بدأ تثبيت محطات شحن بسيطة ومغلقة لها في أماكن الوقوف المخصصة لها مع جميع المقابس اللازمة ومعايير السلامة. مع اتسام السيارات الكهربائية بكفائها في استخدام الطاقة لا تحتاج الشواحن إلا كميات صغيرة نسبيا من الكهرباء لاتمام العملية. ساهم عدم احتياج المشروع إلى تكنولوجيا قياس معقدة وسهولة التدابير التنظيمية في بقاء التكاليف الإدارية له منخفضة.
يمتلك المشروع قاعدة بيانات مفتوحة منذ عام 1998 بها كل محطات الشحن في أوروبا.

## التاريخ
في عام 1992، تم إنشاء أول أربع محطات للمشروع ضمن مشروع تجريبي للمكتب الفيدرالي للطاقة في برن.
بعد مرحلة تجريبية مدتها ثلاث سنوات، دخل المشروع حيز التشغيل المنتظم. تولى نادي الكترو موبايل في سويسرا، الذي رافق المشروع منذ بدايته، المسؤولية المالية والقانونية للشركة. في الفترة اللاحقة، أصبحت شركة بارك شائعة جدًا لدرجة تلزمها بإضفاء طابع رسمي لها. مع نهاية عام 1997، تم تأسيس بارك& تشارج كجمعية مستقلة شغل منصب الرئيس فيها ويلفريد بلوم بينما شفل ادوارد ستولز منصب المدير الإداري.
مع مرور الوقت، بدأت محطات الشحن بالانتشار خارج حدود البلاد. مع حلول عام 1997، تأسست الجمعية الألمانية للطاقة الشمسية كمنظمة رسمية في ألمانيا. منذ عام 1999، بدأت محطات بالانتشار في إيطاليا والنمسا. أما بالنسبة للنمسا، تولت شركة فولت عمليات التصميم داخلها منذ عام 2010 وفي ليختنشتاين وفرنسا وهولندا.
في كانتون تيسينو، استمر مشروع بي أند دي الفيدرالي في دراستها عن السيارات الكهربائية الخفيفة والبادئ في عام 1995 واستمرت المرحلة الأولى حتى 2001 لتبدأ المرحلة الثانية وتنهتي عام 2005.

## المهام
يقع المقر الرئيسي لشركة بارك أند تشارج في أوروبا.
في 1 ديسمبر، بدأ استخدام الشعار الموحد لكل أوروبا من قبل هيئات إنفاذ القانون من أجل تحديد أماكن شحن المركبات الكهربائية بسهولة واستمر حتى 31 من العام التالي. تزامنا مع بدء العمل على حجز أماكن وقوف خاصه للسيارات الكهربائية مقابل اشتراك سنوي ينظم من قبل المنظمات الوطنية المعنية.

## محطات الشحن
يتواجد الآن ما يقرب من 500 محطة شحن في سويسرا وألمانيا والنمسا وهولندا وإيطاليا، لسائقي السيارات الكهربائية متوافقه مع معايير السلامة الدولية لعمليات الشحن الكهربائية. بالنسبة إلى شحن بطارية السيارة الكهربائية فيعتمد زمن الشحن على قدرة السيارة ونوع التيار. فتحتاج سيارة كهربائية قدرتها 40 كيلوات ساعي نحو 11 ساعة لشحنها بالتيار المنزلي ذو الطور الواحد (16 أمبير و 7و3 كيلوواط) في حين أنها تشحن لمدة 4 ساعات عند توصيلها بتيار ثلاثي الأطوار (16 أمبير، 11 كيلوواط). وتحتاج السيارة الكهربائية ذات القدرة 12 كيلوواط ساعي نحو ثلاثة ساعات لشحنها بالمنزل (بتيار أحادي الطور) بينما يتم شحنها بتيار ثلاثي الأطوار خلال 1 ساعة.

## شبكة إل إي إم
تم توفير جميع أماكن محطات الشحن في قاعدة بيانات على الإنترنت للمستخدمين يتم تجديدها تلقائيا، بدأ العمل على تلك القائمة مباشرة بعد إعادة تنظيم الشركة في عام 1998. تتوفر القائمة باللغتي الألمانية والإنجليزية.
| الفترة الزمنية | العدد |
| -------------- | ----- |
| حتى عام 2007   | 600   |
| حتى عام 2010   | 2800  |
| مارس 2012      | 3600  |
| أكتوبر 2014    | 7200  |

## وصلات خارجية
- شركة بارك أند تشارج العالمية.
- منظمة بارك أند تشارج الألمانية.
- قاعدة بيانات شبكة إل إي إم للسيارات الكهربائية داخل أوروبا.
- خريطة محطات الشحن داخل قاعدة بيانات شبكة إل إي إم للسيارات الكهربائية داخل أوروبا.
- موقع نادي الدراجات الألماني.
- الرابطة الفيدرالية للطاقة الشمسية.